# Eric W. Weisstein
Eric Wolfgang Weisstein (sinh 18 tháng 3 năm 1969) là nhà toán học sáng lập và duy trì trang web truy cập miễn phí MathWorld cũng như Eric Weisstein's World of Science (ScienceWorld). Ông cũng là tác giả của cuốn sách "CRC Concise Encyclopedia of Mathematics". Hiện ông làm việc tại Wolfram Research, Inc.
Eric gia nhập Wolfram Research năm 1999 và bắt đầu phát triển MathWorld dựa trên phần mềm Mathematica. Hiện nay trang web MathWorld đã có hơn 13.000 bài viết có chứa hình ảnh và tương tác, được cập nhật thường xuyên.